# Urolophus javanicus
Urolophus javanicus — вимерлий вид орлякоподібних скатів родини товстохвостих хвостоколів (Urolophidae). Його не було зареєстровано з моменту відкриття у середині 19 століття. Визнаний вимерлим у 2023 році після численних багаторічних досліджень.

## Поширення
Urolophus javanicus відомий лише за голотипом, зібраним у 1862 році на рибному ринку у місті Джакарта на острові Ява (Індонезія). Повний географічний масштаб історичного ареалу виду невідомий, але вважається, що вид мав відносно обмежене поширення в Яванському морі через відсутність записів у прилеглих районах. Крім того, можливості рибальських суден у 1800-х роках вказують на те, що голотип, ймовірно, був зібраний в межах 40 км від берегової лінії Джакарти.
В Індонезії були проведені широкі дослідження місць вивантаження та рибних ринків (наприклад, Adrim та Fahmi 2007, White та Dharmadi 2007, Fahmi та ін. 2008, Fahmi 2012, Ernawati та ін. 2015, Tirtadanu та ін. 2018, Simeon та ін. 2017, Simeon та ін., 2019). Улов акул і скатів на місцях вивантаження в Індонезії також постійно контролюється урядовими установами та неурядовими організаціями (наприклад, Центром розвитку рибальства в Південно-Східній Азії [SEAFDEC], Фондом Рекам Нусантара, Товариством охорони дикої природи [WCS]), і жодних сучасних зразків, фотографій, або генетичних доказів виду не були знайдені. Незважаючи на те, що понад 28 000 окремих скатів було досліджено в місцях вивантаження в Індонезії (включаючи Джакарту) між 2001 і 2006 роками, і широкі дослідження в Індонезії (включаючи регіон Яванського моря) між 2007 і 2022 роками, яванський скат не був зареєстрований.

## Опис
Скат має овальний диск грудного плавця, який трохи довший за ширину; передні краї плавно випуклі і сходяться під тупим кутом на морді. За очима йдуть великі бризкальця у формі коми. Ніздрі мають форму півмісяця, між ними розташована шкіряна завіса з дрібною бахромою заднього краю. Рот має дугоподібну форму і містить три подібні до сосків структури на дні. Зубці щільно розташовані з п'ятірковим малюнком. Є п'ять коротких пар зябрових щілин. Черевні плавці майже квадратні, із закругленими кутами. Хвіст коротший за диск і має помітний спинний плавець приблизно на половині його довжини; безпосередньо позаду спинного плавця є зазубрена колючка. Хвіст закінчується хвостовим плавцем у формі листка, спинний початок якого лежить позаду черевного. Шкіра позбавлена дермальних зубців, хоча у верхній центральній частині диска є крихітні білі горбки. Цей вид зверху темно-коричневий, з багатьма нечіткими темнішими та світлішими плямами, знизу блідий. Довжина єдиного екземпляра становить 33,8 см.